# Woudbloem
Woudbloem est un hameau situé dans la commune néerlandaise de Midden-Groningue, dans la province de Groningue.
Le hameau a été créée vers 1904, autour d'une usine d'amidon de pommes de terre.